# Барби и Щелкунчик
«Барби и Щелкунчик» (англ. Barbie in the Nutcracker) ― компьютерный анимационный фильм 2001 года режиссёра Оуэна Херли. Он был выпущен на видео 2 октября 2001 года. По телевидению он впервые вышел в эфир в сокращенном часовом формате на канале CBS 22 ноября 2001 года. Полнометражный фильм вышел в эфир на Nickelodeon 21 марта 2004 года.
Фильм снят по мотивам рассказа Э.Т.А. Гофмана «Щелкунчик и мышиный король» и включает музыку, основанную на балете П. И. Чайковского «Щелкунчик» 1892 года. К 2002 году фильм разошёлся тиражом более 3,4 миллиона экземпляров на DVD, а общий объём продаж составил 150 миллионов долларов. Фильм получил премию Video Premiere Award за Лучший анимационный фильм.

## Сюжет
Эту историю Барби рассказывает своей младшей сестре Шелли, у которой возникли проблемы со страхом сцены.
Девушка по имени Клара живёт с суровым дедушкой Дроссельмейером и младшим братом Томми. В канун Рождества их неожиданно навещает тетя Элизабет. Клара получает Щелкунчика от своей тети, которая утверждает, что у него сердце принца. Клара засыпает у рождественской елки и просыпается, услышав, что её Щелкунчик внезапно ожил и сражается с армией мышей во главе со злым Мышиным королем. Мышиный король с помощью волшебного жезла уменьшает девушку до своего размера, но всё равно проигрывает в противостоянии Щелкунчику и отступает.
Щелкунчик объясняет Кларе, что ему нужно найти принцессу Карамельку, ибо только она может победить магию Мышиного короля. Мудрая сова с дедушкиных часов рассказывает им, что принцессу можно найти на острове, расположенном за Морем Штормов. Сова также дарит Кларе медальон, который отправит её обратно домой, когда она откроет его.
Через портал в мышиной норе Щелкунчик и Клара попадают в ледяную пещеру. Они находят выход с помощью снежных фей и попадают в дом Щелкунчика — сказочную страну Конфетию. Вдвоем они отправляются в пряничную деревню, где встречают двух детей и лошадь по кличке Марципан. Дети говорят путешественникам, что законный наследник престола, принц Эрик, пропал без вести. Группа чудом спасается от армии Мышиного Короля; в этом им помогают майор Минт и капитан Кэнди, возглавляющие группу скрывающихся жителей. Минт рассказывает путникам, что небрежное отношение принца Эрика привело к тому, что старый король объявил Мыша временным правителем, пока Эрик не станет достойным короны. Клара понимает, что Щелкунчик — это пропавший принц Эрик; когда Мышь решил, что хочет остаться королем навсегда, он превратил Эрика в Щелкунчика. Принц надеется искупить свою вину и всё исправить.
Клара и Щелкунчик, к которым присоединились Минт и Кэнди, отправляются в путешествие, чтобы добраться до принцессы Карамельки. Пока майор и капитан готовили лодку для переправы через Море Штормов, Кларе и Щелкунчику удалось освободить цветочных фей, пойманных в ловушку армией мышей. На группу внезапно нападает каменный гигант, посланный Мышиным королем, чтобы помешать им добраться до острова принцессы. На помощь компании прибывают снежные феи и замораживают Море, а затем вовремя подоспевший Марципан тянет сани, позволяя группе переправиться. Щелкунчик раскалывает лёд мечом, и каменный гигант погружается в море.
Группа достигает острова принцессы. Внезапно оказывается, что это была ловушка; Щелкунчик, Минт и Кэнди оказываются в клетке, и уносятся летучим прихвостнем Мышиного короля Пиммом, оставляя Клару позади. Цветочные феи помогают Кларе улететь с острова в замок Мышиного короля, где она освобождает своих друзей. Щелкунчик сражается с Мышиным королем, лезвием своей сабли отражает его заклинание, уменьшая Мыша до размеров настоящей мыши и давая ему возможность сбежать. Щелкунчик оказывается серьёзно ранен, но когда Клара целует его, он исцеляется и снова становится человеком. Клара, поскольку она смогла разрушить чары, оказывается принцессой Карамелькой. Эрик провозглашается королем, а потом танцует с принцессой, пока горожане празднуют, а Конфетия заново расцветает. Мышиный король возвращается верхом на Пимме, хватает медальон Клары и открывает его, после этого злодеев сбивают с неба снежком. Клара исчезает и волшебным образом переносится домой.
Девушка просыпается там, где заснула. Она обнаруживает, что Щелкунчик пропал, и бежит к дедушке, который отвергает её историю как плод воображения. Как раз в этот момент тетя Элизабет возвращается с молодым человеком, Эриком, которого она представляет Кларе. Эрик приглашает девушку на танец. Позже в снежном шаре Клары появляются фигурки короля Эрика и принцессы Карамельки, счастливо танцующих во дворце.
Когда история заканчивается, Шелли понимает, как важно не сдаваться, и им с Барби наконец удается идеально станцевать соло.

## Озвучивание
- Келли Шеридан[англ.] ― Барби/Клара/Принцесса Карамелька
- Кирби Морроу[англ.] ― Щелкунчик/Принц Эрик
- Тим Карри ― Мышиный Король
- Питер Келамис[англ.] ― Пимм
- Кристофер Гейз[англ.] ― Майор Минт
- Шанталь Стренд[англ.] ― Шелли
- Алекс Додук[англ.] — Томми

## Русский дубляж
- Жанна Никонова ― Барби/Клара/Принцесса Карамелька
- Василий Дахненко ― Щелкунчик/Принц Эрик
- Борис Быстров ― Мышиный Король
- Никита Семёнов-Прозоровский ― Дедушка Дроссельмейер, Пимм, Майор Минт
- Татьяна Канаева ― Шелли

Остальные роли в русском дубляже: Алексей Мясников, Людмила Ильина, Галина Исхакова и Сергей Чекан.

## Выпуск
Фильм был выпущен на VHS 2 октября 2001 года и на DVD 23 октября 2001 года. Он транслировался по телевидению на канале CBS 22 ноября 2001 года, отредактированный до одночасового специального выпуска. Позже он был показан на канале Nickelodeon 21 марта 2004 года.
Телепремьера в России состоялась 7 января 2002 года на канале ТВ-6.

## Приём
Продажи фильма составили 94 %, а на видео и DVD более 3,5 миллиона единиц. Общий объём продаж фильма составил 150 миллионов долларов США, включая сопутствующие товары. Это было второе по популярности видео для детей 2001 года в Соединённых Штатах.
Кэрин Джеймс из The New York Times написала: это увлекательная, безобидно милая сказка для очень маленьких детей. Мэрилин Мосс из The Hollywood Reporter оценила фильм как полезное развлечение для маленьких девочек, написав: Барби такая нежная и щедрая не боится злодеев. Сюжет сильный, анимация великолепная, а музыка и хореография восхитительные. Вся постановка первоклассная. Рецензия в журнале Parenting отметила, что фильм рассказывает, как уверенность в себе и доброта могут помочь девочкам реализовать свои мечты.